# Podział administracyjny Kościoła katolickiego w Syrii
Podział administracyjny Kościoła katolickiego w Syrii:

## Obrządek rzymskokatolicki
- Wikariat apostolski Aleppo

## Obrządek syryjski
- Archidiecezja Aleppo
- Archidiecezja Damaszku
- Archidiecezja Hassake-Nisibi
- Archidiecezja Himsu

## Obrządek chaldejski
- Eparchia Aleppo

## Obrządek ormiański
- Archieparchia Aleppo (ormiańskokatolicka)
- Eparchia Kamichlié
- Egzarchat Damaszku

## Obrządek melchicki
- Melchicki patriarchat Antiochii
- Archieparchia Aleppo
- Archidiecezja Bosry i Hauran
- Archidiecezja Damaszku
- Archidiecezja Himsu (melchicka)
- Archieparchia Latakii

## Obrządek maronicki
- Archieparchia Aleppo (maronicka)
- Archieparchia Damaszku (maronicka)
- Eparchia Latakii